# Dimitri Nance
Pour les articles homonymes, voir Nance.
(en) Statistiques sur pro-football-reference
Dimitri Othello Nance (né le 18 février 1988 à Bedford) est un joueur américain de football américain.

## Carrière

### Université
Après être sorti diplômé de la Trinity High School de Euless, Dimitri entre à l'université d'État de l'Arizona où il joue avec l'équipe des Sun Devils. Après la saison 2009, il décide de s'inscrire pour le draft de 2010 de la NFL.

### Professionnel
Nance n'est sélectionné par aucune franchise lors du draft de 2010 et peu de temps après, il signe comme agent libre avec les Falcons d'Atlanta mais il n'est gardé que le temps de la pré-saison et libéré avant le début de la saison 2010. Durant la saison, il signe avec les Packers de Green Bay et est intégré à l'équipe active des Packers. Il remporte, même s'il ne joue pas, le Super Bowl XLV avec Green Bay le 6 février 2011.